# Nuestro bebé elefante
Nuestro bebé elefante (título original en inglés: The Elephant Whisperers) es una película documental india  dirigida por Kartiki Gonsalves. Fue estrenado el 8 de diciembre de 2022 a través de la plataforma Netflix. Ganó el Premio Óscar en la categoría de mejor cortometraje documental en marzo de 2023.

## Sinopsis
El documental relata la historia de Bomman y Bellie, una pareja rural en el sur de la India que cría con éxito a Ragu y a Ammu, dos bebés elefantes en el campamento de Theppakadu, el cual lleva más de cien años rehabilitando a jóvenes elefantes con el fin de prepararlos para la vida silvestre.

## Recepción
El documental ha sido bien recibido por la crítica en general. Romey Norton, del portal Ready Steady Cut, manifestó: «Durante su corto tiempo de duración, sentí que hice un viaje emocional en este documental. Es muy impactante y merece la pena verlo, sobre todo si te gustan los elefantes». La reseña de la revista Martin Cid destacó que Nuestro bebé elefante «es una delicia de documental para "cambiar el chip" y descubrir otras formas de vida [...] Ideal para los que aman la vida natural».
El medio Outlook India manifestó: «Con el telón de fondo de la vida en los espacios salvajes del sur de la India, Nuestro bebé elefante pone de relieve la belleza de la fauna exótica, los inolvidables espacios salvajes y las personas y animales que comparten este espacio».